# Turistická značená trasa 6981
 Turistická značená trasa 6981 je 0,5 km dlouhá žlutě značená trasa Klubu českých turistů v okrese Děčín propojující hlavní turistickou trasu české strany Lužických hor s turistickou trasou v jejich německé části. Její převažující směr je východní. Trasa se nachází na území CHKO Lužické hory.

## Průběh trasy
Turistická trasa má svůj počátek na rozcestí severozápadně od vrcholu Ptačince. Prochází jím modře značená trasa 1656 z Dolního Podluží do Polevska a červeně značená hřebenová trasa 0318. S ní vede trasa 6981 v krátkém souběhu jihovýchodním směrem po zpevněné lesní cestě. Po konci souběhu se stáčí na severovýchod a po lesní cestě stoupá do sedla Černá brána, kde končí na Česko-německé státní hranici. Přímo zde na ní navazuje rovněž žlutě značená německá turistická trasa do Jonsdorfu.